# قرار مجلس الأمن التابع للأمم المتحدة رقم 2002
قرار مجلس الأمن التابع للأمم المتحدة رقم 2002، الذي تم تبنيه بالإجماع في 29 يوليو 2011، بعد التذكير بالقرارات 733 (1992)، 1519 (2003)، 1558 (2004)، 1587 (2004)، 1630 (2005)، 1676 (2006)، 1724 (2006)، 1744 (2007)، 1766 (2007)، 1772 (2007)، 1801 (2008)، 1811 (2008)، 1844 (2008)، 1853 (2008)، 1862 (2009)، 1907 (2009)، 1916 (2010) و1972 (2011)، شدد المجلس العقوبات المفروضة على إريتريا والصومال لتشمل الأفراد والكيانات التي تجند أو تستخدم الجنود الأطفال في الحرب الأهلية الصومالية، بالإضافة إلى المسؤولين عن الهجمات على المدارس والمستشفيات في الصومال.

## أعمال
بموجب الفصل السابع من ميثاق الأمم المتحدة، قرر مجلس الأمن أن حظر السفر والجزاءات الاقتصادية وحظر توريد الأسلحة سيطبق أيضًا على الأفراد والكيانات الذين تحددهم اللجنة والذين إما يعرقلون عملية السلام أو يجندون الأطفال أو يهاجمون المدارس والمستشفيات في انتهاك للقانون الدولي. كما ستشمل هذه الأفعال اختلاس الأموال.
واعتبر القرار أن جميع التجارة غير المحلية التي مرت بها الموانئ التي تسيطر عليها حركة الشباب تشكل تهديدًا للسلام والاستقرار والأمن في الصومال وتعرض كل من شارك في هذه التجارة للعقوبات. وفي هذا الصدد، طُلب من الحكومة الاتحادية الانتقالية حظر جميع التجارة التي تقوم بها السفن الكبيرة مع الموانئ التي تسيطر عليها الجماعة المتمردة.
دعا القرار 2002 إلى إيصال المساعدات الإنسانية دون عوائق إلى جميع الأشخاص المحتاجين في جميع أنحاء الصومال. طلب المجلس من الأمين العام بان كي مون تجديد تفويض مجموعة المراقبة المكونة من ثمانية أشخاص والتي تم تأسيسها بموجب القرار 1558 (2004) لمدة اثني عشر شهرًا أخرى؛ وكان من بين أولوياتها الإشراف على العقوبات والتحقيق في انتهاكات الإجراءات والتحقيق في الأرباح في الموانئ التي تسيطر عليها حركة الشباب وتقديم تقارير عن الوضع إلى المجلس.
أخيرًا، تم حث جميع المنظمات الدولية والدول في المنطقة، بما في ذلك إريتريا والحكومة الصومالية الانتقالية، على ضمان سلامة مجموعة المراقبة.

## روابط خارجية
- نص القرار في undocs.org